# Elith Foss
Elith Gunnar Foss (født 8. august 1911 i Aarhus, død 19. april 1972 i København) var en dansk skuespiller.
Han var søn af skuespiller Aage Foss. 
Han gik på Det kongelige Teaters elevskole 1930-1933. Umiddelbart efter blev han ansat på teatret og forblev der til sin død. Her blev han i komiske roller arvtager for Rasmus Christiansen. Blandt hans roller kan nævnes Arv i Holbergs komedier, Bjørn Olufsen i Elverhøj (J.L. Heiberg), Sjælen i En Sjæl efter Døden (af samme), Bastian Monsen i De unges forbund (Ibsen).
Foss foretog en bemærkelsesværdig rejse i 1935 sammen med kollegaen Palle Huld. De rejste gennem Europa på en Nimbus motorcykel. To år senere drog parret af sted til Teheran – ligeledes på motorcykel. I 1945-50 var han og Palle Huld direktører for Danmarks Friluftsteater.
Foss var meget anvendt i radio og tv.

## Filmografi (uddrag)
- Kirke og orgel – 1932
- Så til søs – 1933
- Min kone er husar – 1935
- Blaavand melder storm – 1938
- I de gode gamle dage – 1940
- Sommerglæder – 1940
- Niels Pind og hans dreng – 1941
- Alle mand på dæk – 1942
- Ungdommens rus – 1943
- Kampen mod uretten – 1949
- Berlingske Tidende (film) – 1949
- Der var engang en gade – 1957
- Skibet er ladet med – 1960
- Flemming på kostskole – 1961
- Gøngehøvdingen – 1961
- Løgn og løvebrøl – 1961
- Støv for alle pengene – 1963
- Sommer i Tyrol – 1964
- Soyas tagsten – 1966
- Min søsters børn – 1966

## Ekstern henvisning
- Elith Foss på Internet Movie Database (engelsk)
- Elith Foss på Filmdatabasen
- Elith Foss på danskefilm.dk
- Elith Foss på danskfilmogtv.dk
- Elith Foss på Scope
- Elith Foss på Svensk Filmdatabas (svensk)
- Elith Foss på The Movie Database (engelsk)
- Elith Foss på danskefilmstemmer.dk
- Elith Foss på Behind The Voice Actors (engelsk)
- Elith Foss på gravsted.dk